# Dionaea muscipula
La dionea o venere acchiappamosche (Dionaea muscipula J.Ellis, 1773) è una pianta carnivora appartenente alla famiglia delle Droseracee. È l'unica specie nota del genere Dionaea.
Charles Darwin definì la pianta "una delle più meravigliose al mondo". Grazie alla sua capacità di compiere rapidi movimenti tigmonastici e alla forma delle foglie, che ricordano una bocca piena di denti acuminati, è col tempo divenuta la pianta carnivora per antonomasia.

## Etimologia
Il nome del genere deriva da Διωναῖα Diōnâia, epiteto di Afrodite, la dea greca dell'amore e della bellezza, e significa appunto "colei che è nata da Dione". Inteso nel senso antichissimo che una preda viene attratta da un aspetto piacevole ma, una volta catturata, è soggetta a una misera fine.

## Descrizione

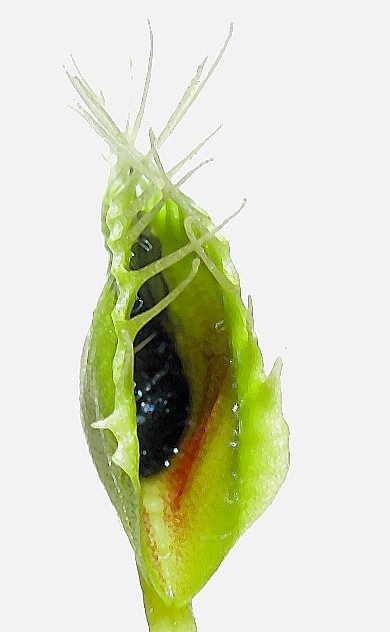
Una foglia di D. muscipula con la sua preda

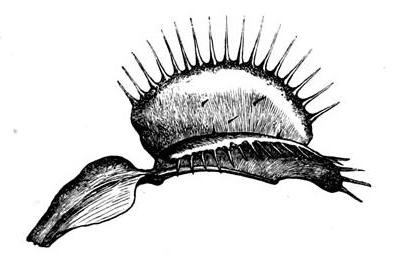
Struttura della foglia

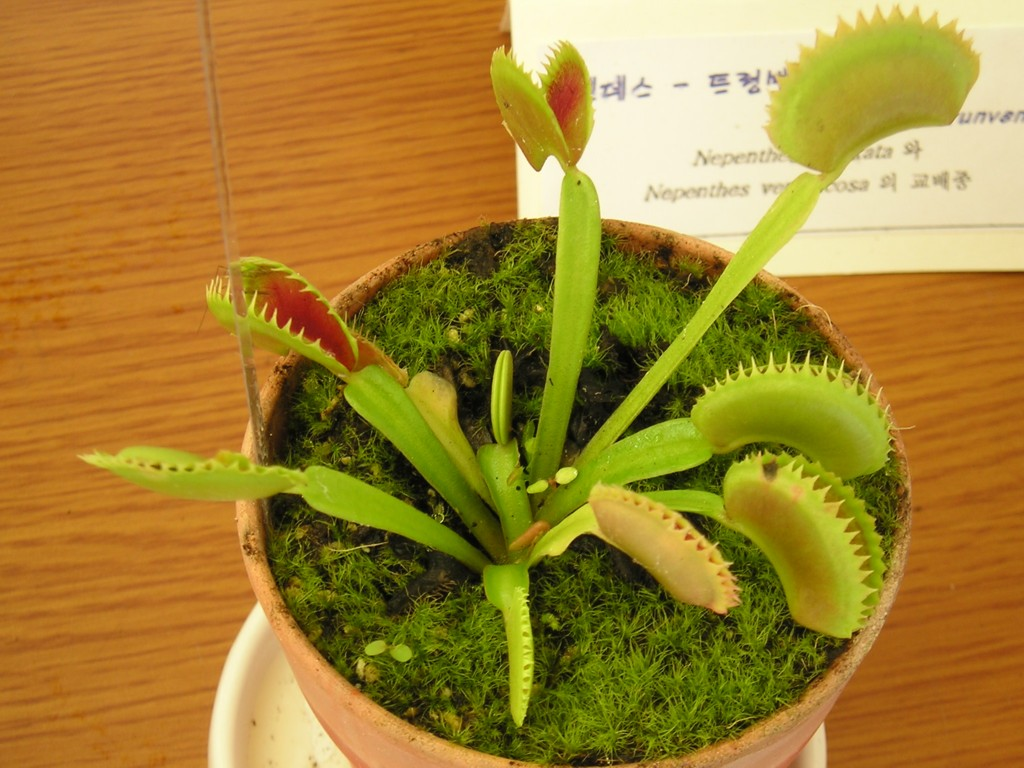
Una Dionaea muscipula in buone condizioni

È una piccola pianta erbacea, perenne, le cui foglie sono disposte a rosetta attorno a un punto centrale. Questa pianta misura fra i 10 e i 14 centimetri quando è adulta. L'aspetto della pianta varia a seconda delle stagioni: d'inverno, le foglie si abbassano al suolo entrando nel cosiddetto periodo di dormienza, mentre d'estate le foglie si alzano dritte.

### Radici
Le radici sono sottili e lunghe anche oltre 20 cm.

### Foglie
I lunghi piccioli delle foglie posseggono alla loro estremità una trappola munita di "denti" morbidi, detti anche ciglia; le trappole sono formate da due lembi dentro ognuno dei quali si hanno tre piccoli peli che fanno da sensore; quando questi sensori vengono toccati o vibrano le trappole si chiudono di scatto (tigmonastia).
La pianta, grazie a un sofisticato sistema di "memoria", riesce a distinguere
il primo "tocco", rimanendo ferma in attesa, dal secondo, che invece impartisce
l'ordine di "serrare" le trappole.
Ogni 30/40 secondi circa la "memoria" viene resettata facendo ripartire il ciclo.
Questo sistema è usato dalla pianta per evitare di chiudere le trappole
quando non abbia ancora "riconosciuto" la preda:
una chiusura selettiva per risparmiare energia.
Per riconosciuto si intende che "l'oggetto" all'interno della trappola debba muoversi,
almeno due volte, nell'arco temporale di 30/40 secondi. In seguito alla chiusura della trappola, se la Dionaea rileva il movimento della preda, inizia la fase digestiva, altrimenti si riaprirà lentamente dopo qualche ora. Per questo motivo si consiglia di non somministrare prede morte poiché queste non verrebbero riconosciute e costituirebbero esclusivamente uno stress per la pianta.
Il colore delle trappole dipende soprattutto dall'illuminazione che la pianta riceve: più luce solare la pianta riceve, più rosse ed energetiche sono le trappole (esistono alcune varietà, che esposte per lunghissimi periodi alla luce solare, si colorano totalmente di rosso).

Le trappole misurano solitamente 2 - 3 centimetri, ma alcune selezionate artificialmente possono raggiungere i 5 - 6 centimetri, oppure possono presentare delle forme e dei colori particolari (denti lunghi o uniti, seghettati o addirittura inesistenti, ma anche colorazione completamente rossa, verde o gialla).

### Infiorescenza
I fiori sono supportati da un alto stelo fiorale che si alza dal centro della rosetta, così da preservare gli insetti che effettuano l'impollinazione dalle trappole che si trovano più in basso. Lo stelo può superare i 20 cm di altezza ma solitamente si aggira intorno ai 15 cm.

### Fiore
I fiori, ermafroditi, hanno 5 petali e sono di colore bianco. Il loro numero è variabile, da uno a quindici, sbocciano in giugno.
La pianta è sessualmente matura quando raggiunge i quattro o cinque anni di età.

### Frutti
Questi fiori daranno facilmente piccolissimi semi neri brillanti somiglianti ai semi dell'uva.

### Periodo di fioritura

Sequenza completa dello sviluppo di una foglia di Dionea

La pianta fiorisce tra maggio e giugno nel relativo habitat naturale.
Molti coltivatori preferiscono tagliare lo stelo fiorale nell'estremità inferiore, per evitare che la pianta ancora giovane utilizzi tutta l'energia anche delle trappole per produrre il fiore, indebolendosi e rischiando poi la vita per produrre i semi; tagliando lo stelo fiorale, infatti, la pianta è più propensa a produrre nuove foglie (lo stelo fiorale, una volta reciso tende a risvilupparsi costantemente, dipende dalle condizioni di luce e di calore). È quindi consigliato recidere lo stelo fiorale se la pianta è ancora giovane, finché la "rosetta" non raggiunge un diametro di almeno 15–20 cm.

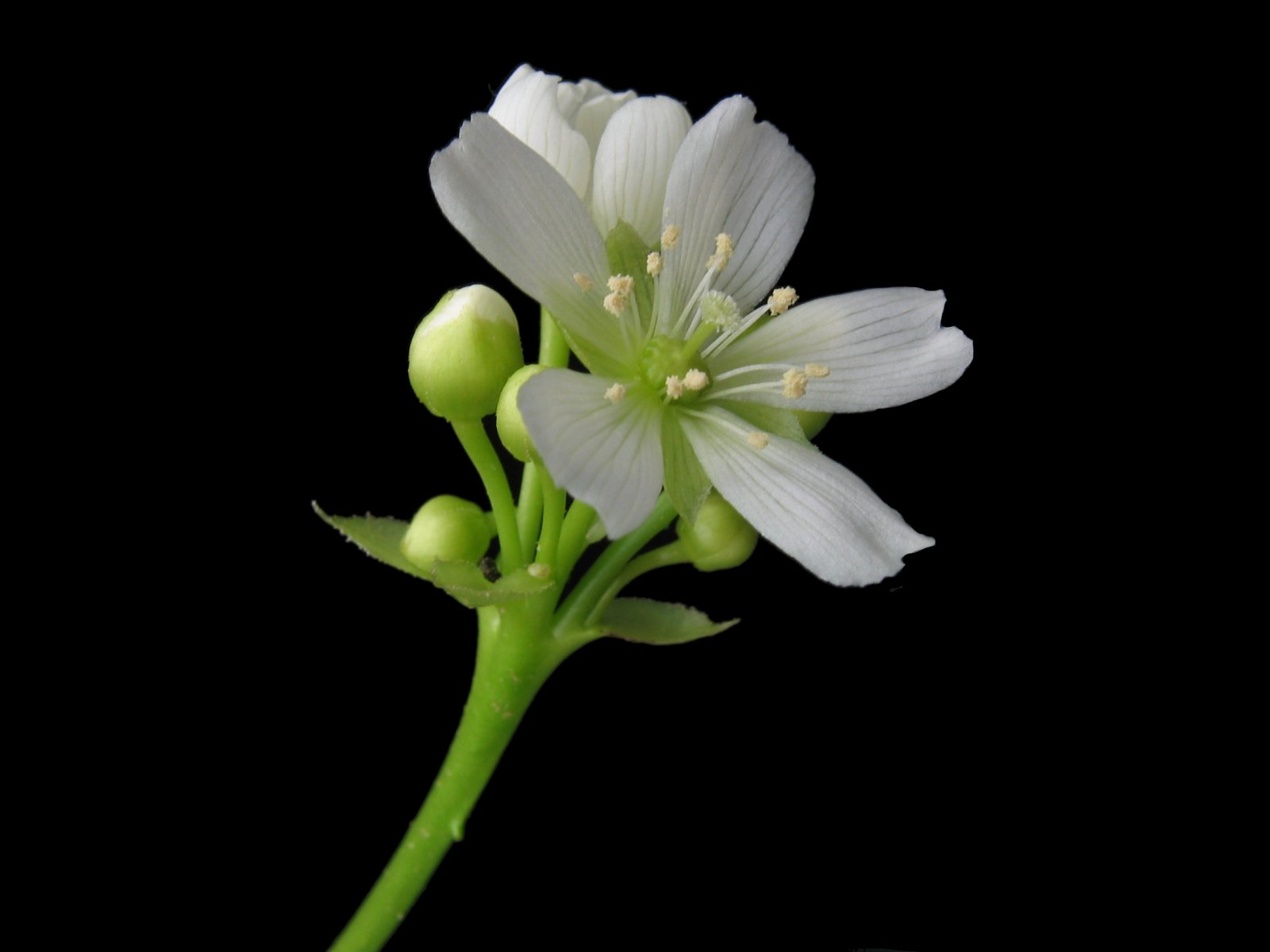
Fiore di Dionaea muscipula.

### Periodo di sviluppo
Da marzo a ottobre.

### Periodo di dormienza
Da novembre a febbraio la pianta sospende la produzione di foglie e va in riposo invernale. Durante questo periodo molte foglie anneriscono e solitamente le trappole cessano di chiudersi, ma rimane inalterata l'attività radicale. Possibilmente da evitare è la formazione di ghiaccio nell'acqua della pianta che comunque in questo periodo deve essere ridotta a quantità minime (1 cm nel sottovaso), solamente l'indispensabile a mantenere la torba umida e attendendo il totale assorbimento prima della successiva annaffiatura.

## Distribuzione e habitat
È originaria degli Stati Uniti, della zona degli stati della Carolina del Nord e del Sud.
Vive e si sviluppa al sole sulle praterie umide e sabbiose, che hanno un tenore molto debole di materia organica.

## Coltivazione

### Propagazione

#### Per divisione
La propagazione per divisione è la più semplice da eseguire e consiste nella separazione del rizoma di una pianta adulta per poi farlo vegetare in un suolo costantemente umido. Può avvenire spontaneamente o essere indotta artificialmente.

#### Per seme

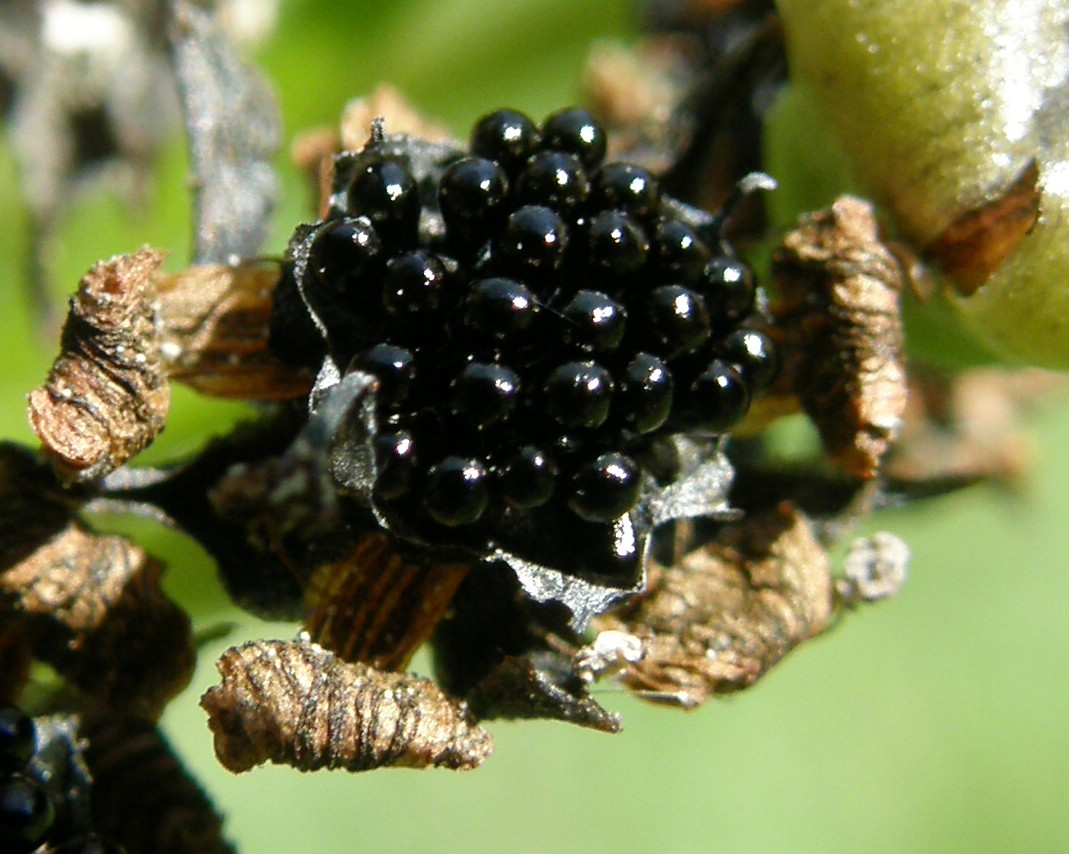
Semi di Dionaea muscipula.

I coltivatori che preferiscono ripropagarla per seme ignorano la recisione del fiore, anche se dopo aver prodotto i semi e reciso poi il frutto secco, la pianta impiega più tempo a riprendere lo sviluppo.
Il seme si posiziona sulla superficie del terreno umido e per far nascere una piantina fino ai primi 2 cm di diametro occorre almeno un anno, minimo dieci mesi. Se la plantula vive in ottime condizioni può svilupparsi più velocemente. Per produrre i semi è sufficiente fecondare l'ovario posizionando il polline sullo stimma con l'aiuto di un piccolo pennello.

#### Per talea
La dionaea viene ripropagata anche per talea: basterà staccare una foglia in ottime condizioni dal basso (compreso una parte del parenchima radicale con una radichetta) e posizionarla sulla superficie umida del terreno. Dopo alcune settimane si vedrà, dal punto di distacco, una nuova plantula che per accrescersi e sviluppare la radice richiede tempo.
Quando si sarà sviluppata la radice non importerà rinterrarla manualmente: posizionando le foglie verso l'alto, col passare del tempo le radici provvederanno a interrarsi da sole.

### Substrato
Per avere successo con la coltivazione di questa pianta, è comunque indispensabile utilizzare come substrato torba acida di sfagno mista a perlite o sabbia di quarzo possibilmente priva di sali e in proporzione 1 a 1. Il substrato deve avere un'aerabilità considerevole e non deve essere premuto. Sono sconsigliate le torbe bionde per acidofile in quanto hanno un ph leggermente meno acido (>= 4) e soprattutto spesso sono fertilizzate (e questo è totalmente da evitare in quanto costituisce per questa pianta un vero e proprio veleno).
Non dovrebbe mancare anche dello sfagno adagiato in superficie, essendo grande "accumulatore" di acqua, garantisce una umidità ottimale alla pianta.
È possibile, inoltre, aggiungere un pizzico di vermiculite, ma in quantità mai superiore al 10%, per stimolare la crescita della pianta.

### Innaffiature

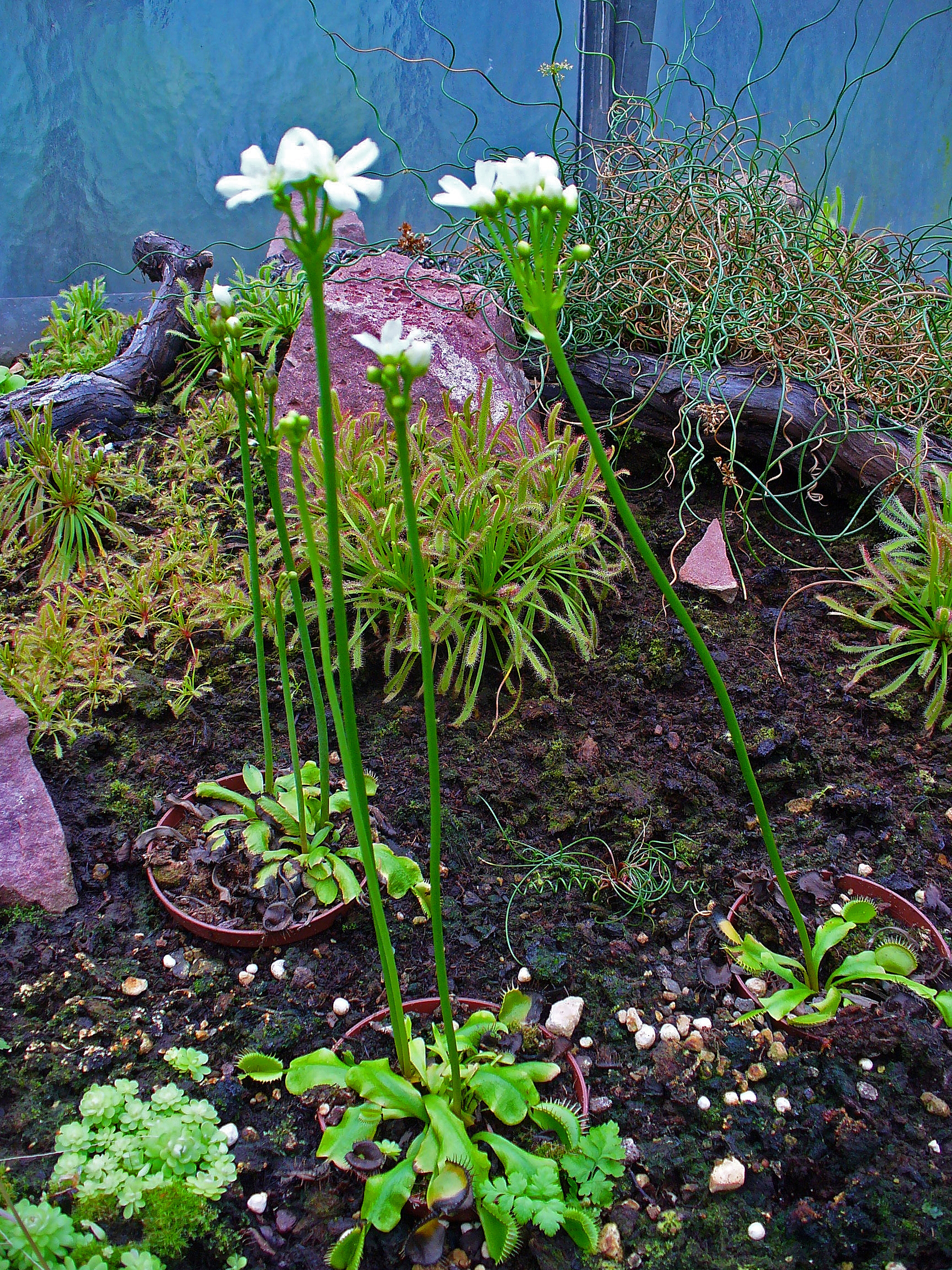
Piante di Dionaea in evidente stato di fioritura.

È meglio evitare di innaffiare la pianta dall'alto: deve essere riempito il sottovaso con 2–3 cm di acqua distillata, osmotizzata o direttamente con acqua piovana; mantenere il livello di acqua nel sottovaso costante e controllare eventualmente l'umidità del terreno. È possibile, inoltre, vaporizzare regolarmente la pianta.
Nel periodo invernale, invece, si consiglia di riempire il sottovaso con 1 cm di acqua e attendere il completo assorbimento prima del successivo riempimento onde evitare che eventuali gelate possano danneggiare la parte radicale.

### Rinvaso
La pianta deve essere rinvasata quando sono visibili le radici che escono dai fori del vaso o quando la torba che ne costituisce il substrato inizia a dare segnali di marcescenza. Tale condizione si evidenzia, generalmente, nell'arco di un anno ed è contraddistinta dal colore scuro della torba. Tuttavia, l'utilizzo di vermiculite potrebbe rendere necessario il rinvaso in tempi più brevi in quanto accelera la marcescenza del substrato.
La dionaea è una pianta non eccessivamente delicata ma che ha bisogno di cure particolarissime, totalmente diverse da quelle abitualmente somministrate alle piante comuni. Un evidente segno di morte imminente della pianta può essere dovuto a diversi fattori sia naturali che causati dall'uomo:
- ristagni di acqua;
- terreno secco e arido;
- utilizzo di terriccio universale;
- utilizzo di acqua dal rubinetto o in bottiglia;
- somministrazione di concime;
- trappole ripetutamente scattate a vuoto o con insetti non vivi;
- esposizione in casa anziché all'aperto;
- esposizione in luoghi eccessivamente ventilati;
- insufficiente ricezione di sole diretto;
- attacchi da parassiti;
- infiorescenza sviluppata da pianta debole o troppo piccola;
- marciume del substrato.

## Tassonomia
È l'unica specie del genere Dionaea, perciò la stessa pianta è riconosciuta sia con il nome del genere, sia con il binome.

### Varietà

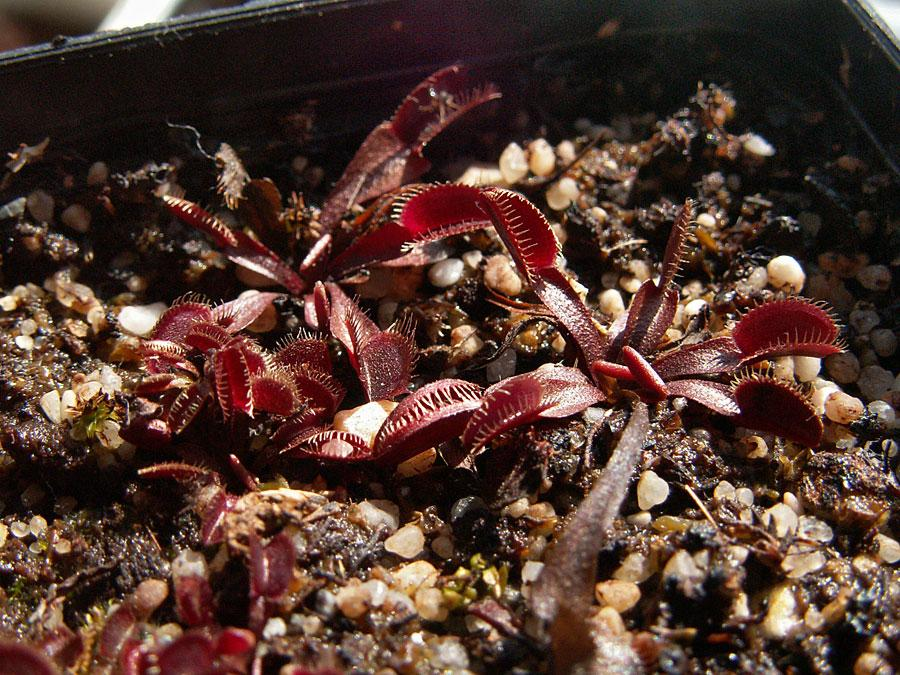
Dionaea muscipula "Akai Ryu"

L'uomo ha creato, attraverso delle cultivar di D. muscipula specializzate, delle piante i cui colori e le caratteristiche delle trappole sono differenti. Secondo l'International Carnivorous Plant Society (ICPS) ne esistono ben 124, tra cui:
- D. muscipula "Akai Ryu" (in giapponese Dragone Rosso): la pianta ha un colore rosso scuro poiché ha assorbito, per molte ore di seguito, luminosità e radiazione solare; ciò comporta un maggior rinforzo della pianta e maggior potenza di scatto delle trappole. Queste piante sono difficili da produrre perché hanno una crescita molto lenta.
- D. muscipula "B52": è sicuramente uno dei cloni più famosi. Si tratta della varietà che produce in assoluto le trappole di dimensioni maggiori. Queste raggiungono in media di 5–6 cm[7] ma alcuni coltivatori riescono a spingersi anche oltre. Un'altra caratteristica di questo cultivar è la presenza di spine lunghe e leggermente piegate verso l'esterno delle trappole.[8]
- D. muscipula "Cross Teeth": avente denti più numerosi e piccoli.
- D. muscipula "Red Sawtooth": i "denti" alle estremità delle trappole sono più corti e anch'essa si colora completamente di rosso scuro per lo stesso processo della "Akai Ryu", tuttavia le piante meno vigorose possono presentare qualche sfumatura di verde.
- D. muscipula "Trichterfalle": è caratterizzata dalle trappole a forma di imbuto.[9]

## Galleria d'immagini

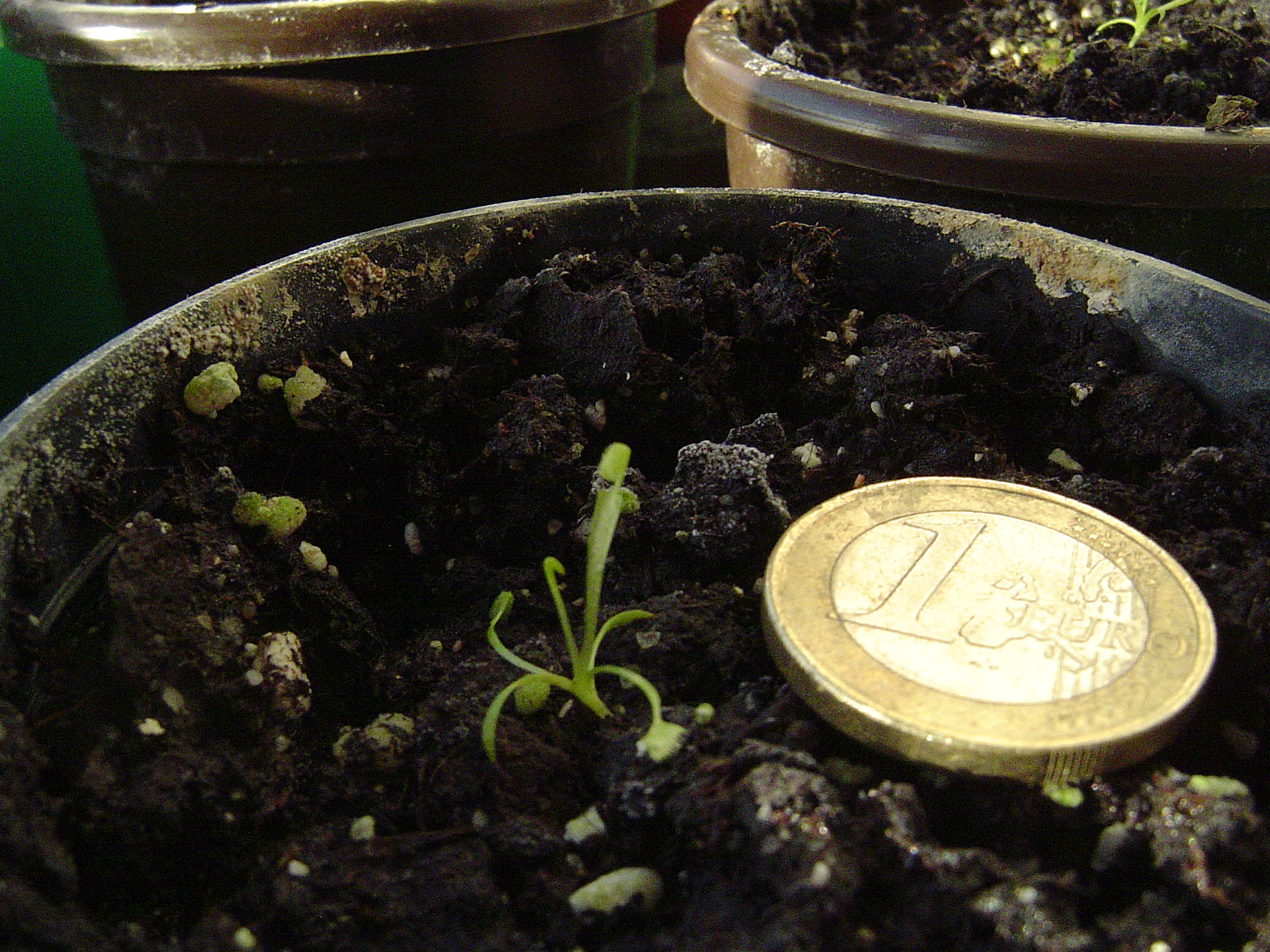
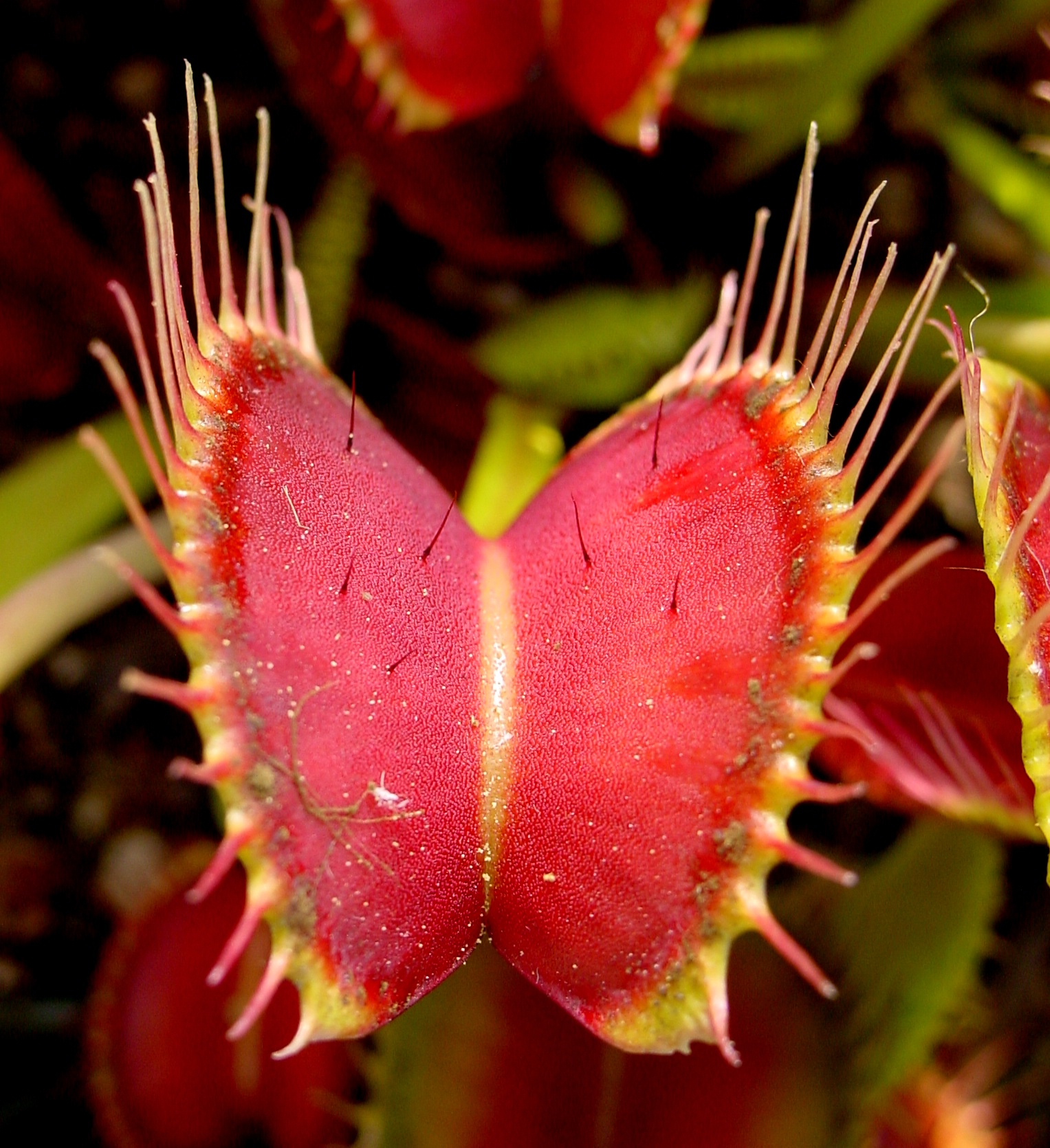
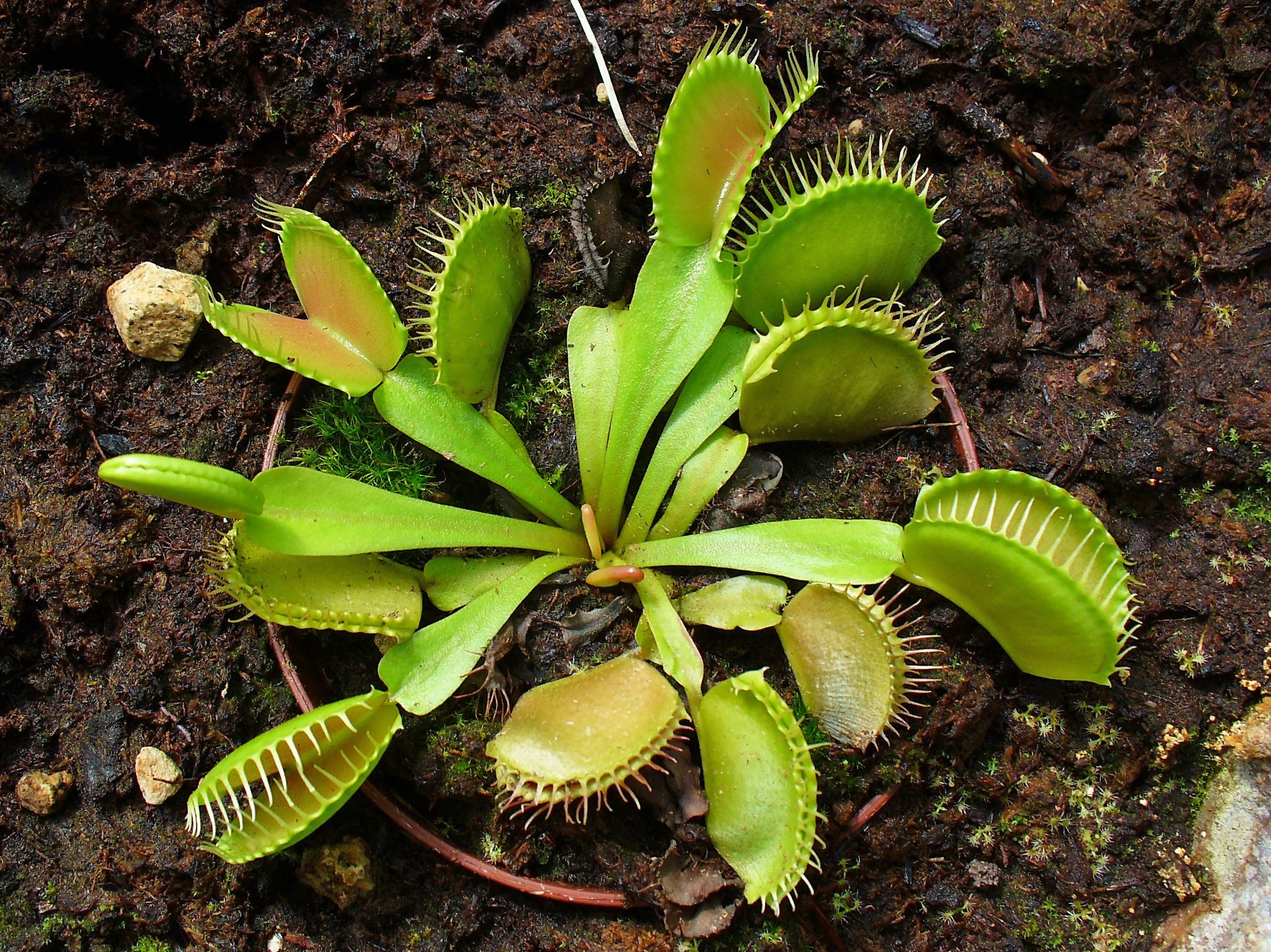
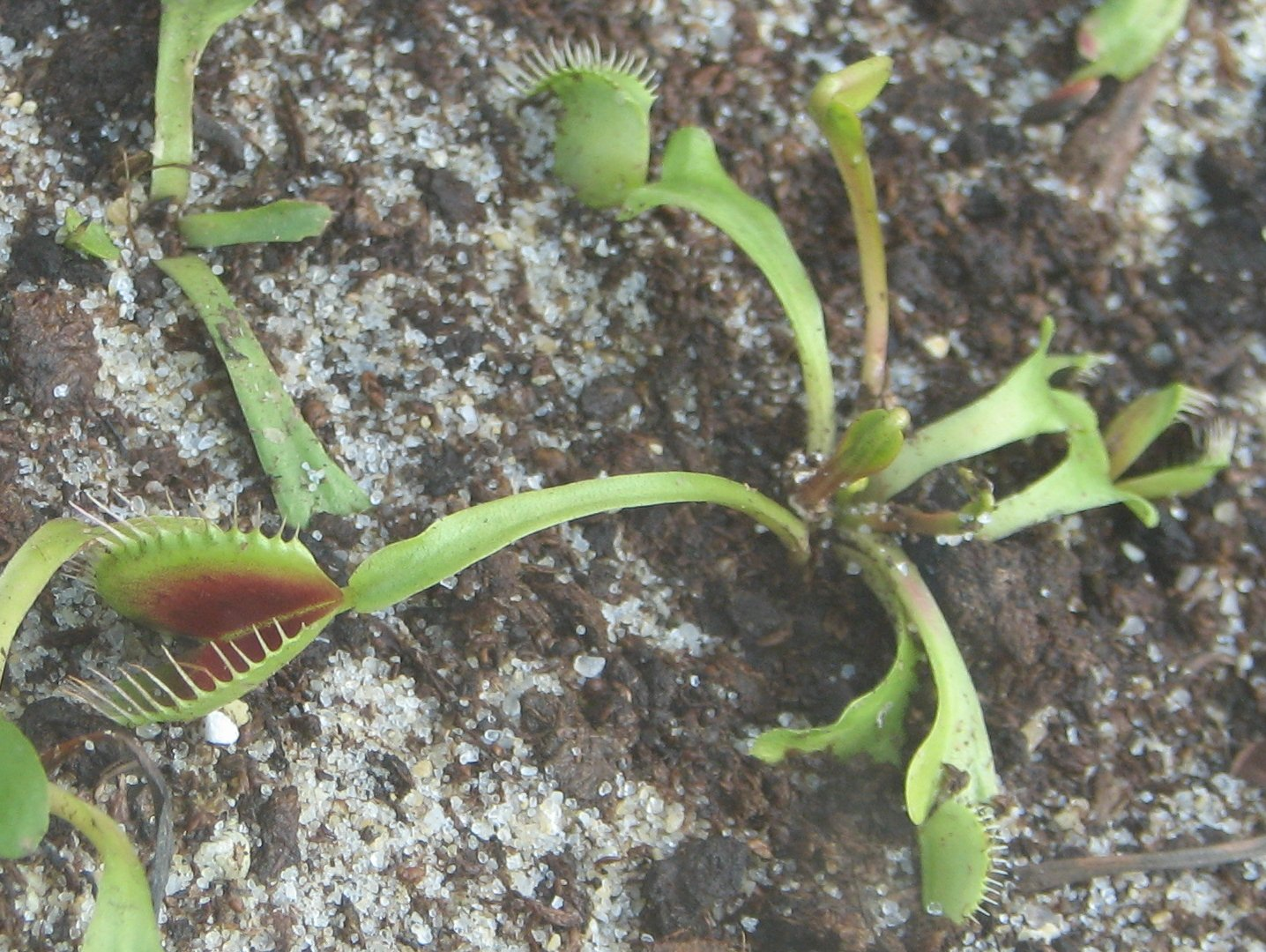
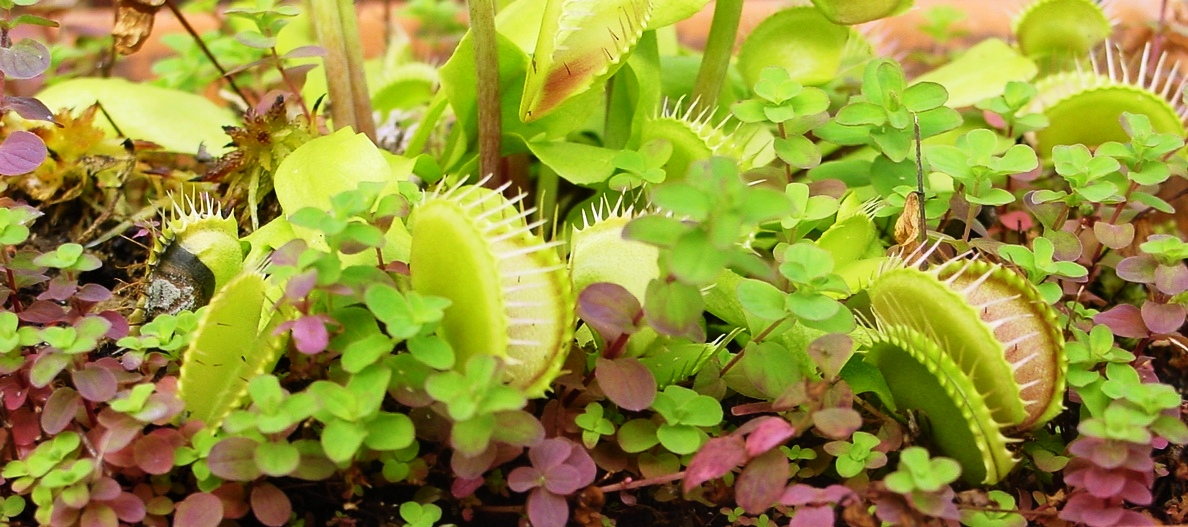
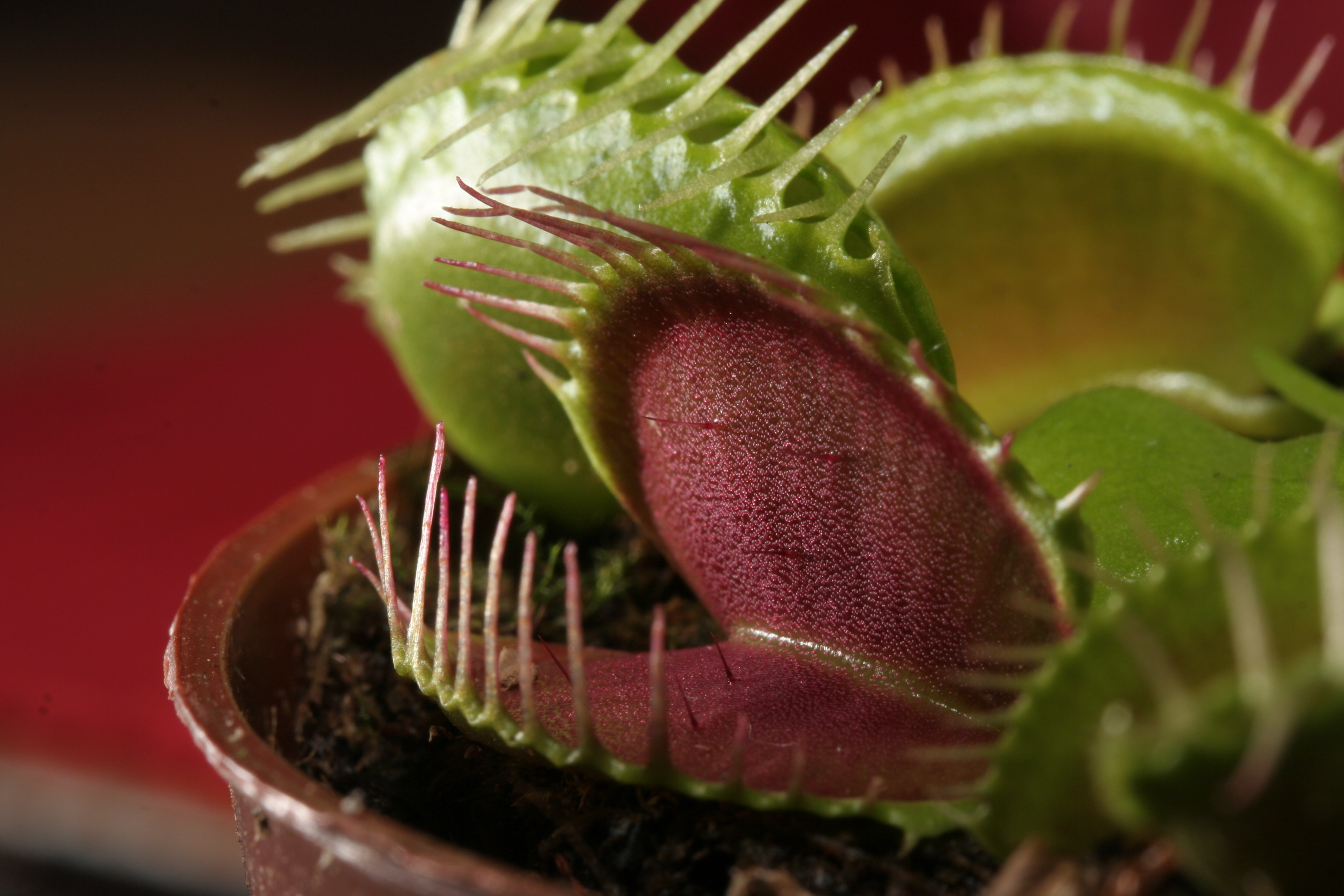
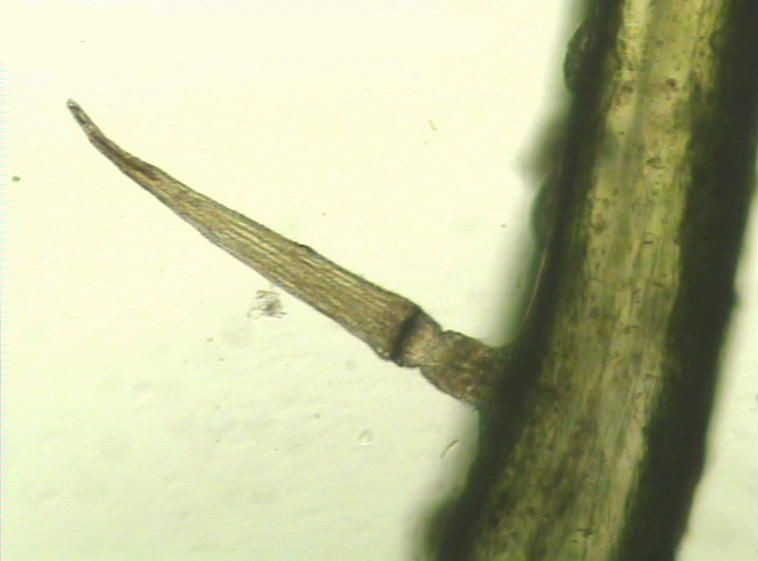
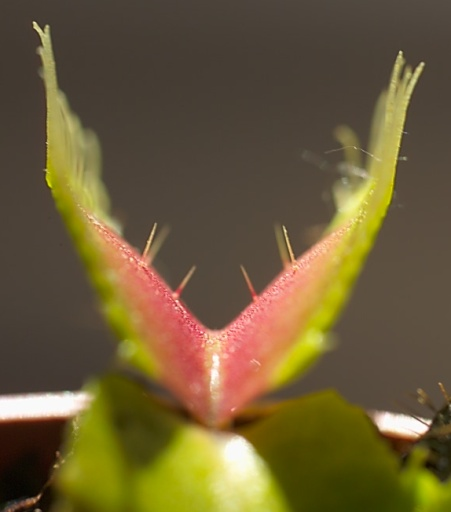